# Игра Блендина
«Игра Блендина» (англ. Blendin’s Game) — 8 серия 2 сезона американского мультсериала «Гравити Фолз».

## Сюжет
В 207̃012 году Блендин Блэндин сбегает из тюрьмы Безвременья и преследуется Антипарадоксовременным спецназом. Когда его окружают, он объявляет, что хочет вызвать Диппера и Мэйбл на «Глобнар» — арену гладиаторских боёв будущего, где победитель получает желание времени и решает судьбу проигравшего. Блендин ненавидит близнецов после событий 9 эпизода 1 сезона.
События возвращаются в 2012 год. Диппер и Мэйбл пытаются получить конфеты из торгового автомата в Хижине Чудес. Конфета застревает, но Зус выручает их, делая стук по машине, после чего открывает её и достаёт конфету изнутри. Мэйбл пытается съесть конфеты, не снимая обёртки, из-за чего начинает задыхаться и быстро выплёвывает их обратно. Затем Зус кладёт монеты в машину, чтобы заплатить за конфеты. Стэн зовёт его помочь и Зус уходит, оставляя свой бумажник. Близнецы вытаскивают из него членскую карточку в Лазерный клуб больших пушек, салями и его права. Они видят, что сегодня (13 июля) день рождения Зуса и хотят устроить ему сюрприз. Мэйбл говорит, что она ждала сюрприза всю свою жизнь.
Диппер и Мэйбл вместе с Кэнди и Грендой устраивают Зусу сюрприз. Кэнди приводит его с повязкой на глазах, ожидая увидеть его удивление и радость. Близнецы подготовили торт со вкусом пиццы, пиццу со вкусом торта и Разз Даззлер, где танцевал чечётку Тоби Решительный. Но, Зус расстраивается и уходит обратно под предлогом необходимости починить одну трубу. Венди приходит и говорит близнецам, что Зус всегда ненавидел свой день рождения, и никто не знает, почему. Стэн сказал, что подавал прошение в правительство удалить этот день из календаря, но в результате ему запретили летать на самолётах.
Мэйбл, Диппер, Зус, Стэн, Венди, Кэнди и Гренда вскоре направляются в Лазерный клуб. Все вступают в игру, но Зус останавливается, чтобы завязать шнурок. Пока он завязывает шнурки, Мэйбл и Диппер случайно проходят через портал в будущее и оказываются в ловушке в комнате из временно́го титана. Появляется Блендин с двумя другими агентами, которые приводят всех на Глобнар. Они рассказывают, что если Блендин выиграет, то он изменит их судьбу и, кроме того, сможет пожелать ещё что-нибудь с помощью желания времени. Близнецы крадут рулетку времени у одного из агентов, сопровождающих Блендина, и отправляются назад во времени, но не в тот временной промежуток. Близнецы попадают в 2002 год. Они приземляются в магазине матрасов, где в будущем будет построен Лазерный клуб. Машина времени ломается, но Диппер говорит, что сможет починить её.
Дипперу нужны инструменты, но он не знает, где их найти. Они замечают указатель Хижины Чудес и направляются туда. По пути они встречают маленьких Тэмбри и Венди, катающихся на велосипеде. Венди шепчет подруге, что Диппер милый, и Тэмбри проговаривается Дипперу, из-за чего тот краснеет. Пробравшись в Хижину, Диппер находит отвёртку и двенадцатилетнего Зуса, пытающегося достать конфету в торговом автомате. Мэйбл показывает ему трюк, которым он открыл автомат для них в начале эпизода. За Зусом приходит Бабулита и говорит, что сегодня «его день» и опаздывать на праздник нельзя. Мэйбл догадывается, что идёт речь про его день рождения и предлагает Дипперу отправиться туда и посмотреть, вдруг именно в этом году Зус перестал любить свой праздник.
На дне рождения Зуса узнаётся, что его отец ещё ни разу не посещал его. В этом году Зусу приходит очередная открытка от отца, где говорится, что он снова не приедет. В этот день он окончательно понимает, что отец больше никогда не приедет. Диппера и Мэйбла ловят агенты Антипарадокса временно́го спецназа, и они соглашаются на участие в Глобнаре. После чего они выиграют Глобнар и решают судьбу Блендина: освободить, вернуть на работу и отрастить волосы. Дитя времени даёт им желание времени. Близнецы говорят, что это не для них и Блендин перемещается с ними в 2012 год к Зусу, который уже собрался уходить из Лазерного клуба из-за того, что близняшки пропали, а обещали быть с ним рядом. Диппер, Мэйбл и Блендин рассказывают Зусу про Глобнар и про желание времени. Он желает, чтобы близнецы излечились от ранений, полученных на Глобнаре, а также бесконечный кусок пиццы. Диппер и Мэйбл удивлены решением Зуса, так как они надеялись, что он загадает возможность увидеть отца. Он говорит, что близнецы ради его счастья рисковали жизнью на этом поединке, всегда были там, когда они были нужны, в отличие от его отца, и они стали его настоящей семьёй. Зус выкидывает последнюю открытку от отца в мусорное ведро и идёт доигрывать оставшиеся 10 минут вместе с близняшками.
Эпизод заканчивается тем, что Зус в 2002 году возвращает отвёртку из Хижины Чудес, найденную им во дворе, и Стэн нанимает его. Он чувствует себя нужным.

## Вещание
Эпизод в день премьеры посмотрели 775 тысяч человек.

## Отзывы критиков
Обозреватель развлекательного веб-сайта The A.V. Club Аласдер Уилкинс поставил эпизоду оценку «A-», отметив, что далёкое будущее 207̃012 года — «явный антиутопический кошмар, который мгновенно становится гораздо приятнее, как только появляются близнецы. Решение Зуса привести в порядок близнецов и подарить себе бесконечный кусок пиццы является хорошим желанием времени, так как это милое подтверждение того, что характер персонажа важнее сюжета. В итоге, Зус понял, что его любят, и что его день рождения стоит отпраздновать».